# Millennium Technology Prize
Der Millennium Technology Prize (Millennium-Technologiepreis) ist ein internationaler Innovationspreis, der von der finnischen Millennium Prize Foundation seit 2004 alle zwei Jahre verliehen wird.
Die Auszeichnung wird „für eine die Lebensqualität und das Wohl der Menschen erheblich verbessernde technologische Innovation“ vergeben. Gestiftet und finanziert wird sie von finnischen Organisationen, der finnischen Industrie und dem finnischen Staat. Er ist mit 1 Million Euro dotiert.

## Preisträger (Hauptpreis)
- 2004 Tim Berners-Lee für seine Erfindung des World Wide Web
- 2006 Shuji Nakamura für seine Erfindungen der blauen, grünen und weißen Leuchtdioden und der blauen Laser-Dioden
- 2008 Robert Langer für seine Entdeckung und Weiterentwicklung von Biomaterialien und Medikamenten, u. a. zur Krebsbekämpfung
- 2010 Michael Grätzel für seine Arbeit an der Entwicklung der Farbstoffsolarzelle
- 2012 Linus Torvalds für die Entwicklung des Linux-Betriebssystemkernes und Shin’ya Yamanaka für seine Stammzellenforschung
- 2014 Stuart Parkin für die Entwicklung von Speichermedien mit extrem hoher Kapazität
- 2016 Frances H. Arnold für ihre Forschungen zur Gerichteten Evolution (Directed Evolution)
- 2018 Tuomo Suntola für seine Erfindung der Atomlagenabscheidung
- 2020 Shankar Balasubramanian und David Klenerman für die Entwicklung des Next Generation Sequencing
- 2022 Martin Green für die Entwicklung von Passivated Emitter and Rear Cell (PERC) für die Silicium-Solarzellen
- 2024 Jayant Baliga für die Entwicklung des IGBT (Insulated Gate Bipolar Transistor)

## Weitere Preisträger
- 2008 Alec John Jeffreys: Genetischer Fingerabdruck
- 2008 Andrew J. Viterbi: Viterbi-Algorithmus
- 2008 Emmanuel Desurvire, Randy Giles und David N. Payne: Optischer Verstärker
- 2010 Richard Henry Friend: Organische Elektronik
- 2010 Steve Furber: ARM-Architektur